# دانیل بواونتورا
دانیل بواونتورا (انگلیسی: Daniel Boaventura؛ زادهٔ ۱۹ مهٔ ۱۹۷۰) یک هنرپیشه، و خوانندگی اهل برزیل است. وی از سال ۱۹۹۱ میلادی تاکنون مشغول فعالیت بوده‌است.